# غدد لنفاوی بالای ترقوه

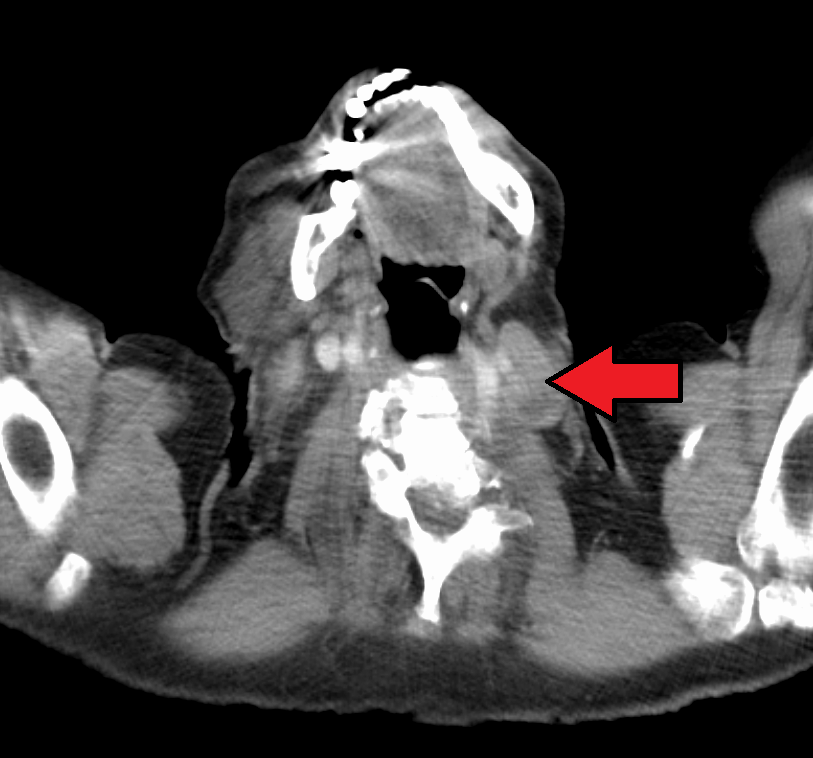
یک غدهٔ لنفاوی بزرگ‌شدهٔ ویرشو در تصویر سی‌تی اسکن

غدد لنفاوی بالای ترقوه (انگلیسی: Supraclavicular lymph nodes) یا غدد لنفاوی فوق‌ترقوه‌ای، گره‌های لنفاوی بالای استخوان ترقوه هستند که تحت شرایطی می‌توان آن‌ها را در درون حفرهٔ فوق‌ترقوه‌ای لمس کرد. به غدد لنفاوی فوق‌ترقوه‌ای چپ «گره‌های ویرشو» می‌گویند. در صورتی که هنگام معاینه توده‌ای در حفرهٔ فوق‌ترقوه‌ای لمس شود، بدان «نشانهٔ تروازیه» می‌گویند.
برخی از بدخیمی‌های اعضای داخلی بدن می‌توانند بدون بروز علائمی خاص به مرحلهٔ پیشرفته خود برسند. به عنوان مثال، سرطان معده گاهی در حین گسترش و مرحلهٔ متاستاز بدون علامت باقی بماند. یکی از نخستین نقاط قابل مشاهده که این تومورها متاستاز می‌کنند، غدد لنفاوی فوق‌ترقوه‌ای سمت چپ (غدد ویرشو) است.
گره‌های ویرشو از عروق لنفاوی حفرهٔ شکمی تغذیه می‌شوند و بنابراین غدد لنفاوی سنتینل در حفرهٔ شکمی هستند، به ویژه در سرطان معده، سرطان تخمدان، سرطان بیضه و تومور کلیه که از طریق عروق لنفاوی منتشر شده است و همچنین در لنفوم هاجکین و گاهی سرطان پستان. چنین گسترشی معمولاً منجر به «نشانهٔ تروازیه» می‌شود، که یافتن غدد لنفاوی فوق‌ترقوه‌ای بزرگ و سفت در سمت چپ (غدد ویرشو) است. به‌ندرت برخی عفونت‌ها (عفونت بازو) باعت بزرگی غدد ویرشو می‌شود. بزرگ شدن غدد فوق‌ترقوه‌ای راست هم در سرطان مری و لنفوم هاجکین دیده می‌شود. مکانیسم‌های متعددی برای چگونگی بزرگ شدن این غدد در نتیجهٔ سرطان‌های داخل شکمی مطرح شده است.
گره‌های ویرشو نام خود را از آسیب‌شناس نامدار آلمانی رودلف ویرشو گرفته‌اند. وی نخستین بار در سال ۱۸۴۸ ارتباط آن‌ها را با سرطان معده توصیف کرد. در سال ۱۸۸۹ نیز آسیب‌شناس فرانسوی شارل امیل تروازیه متوجه شد سایر سرطان‌های شکم نیز ممکن است به گره‌های لنفاوی بالای ترقوه گسترش یابند.

## بیشتر بخوانید
- Cervin, J. R.; Silverman, J. F.; Loggie, B. W.; Geisinger, K. R. (1995). "Virchow's node revisited. Analysis with clinicopathologic correlation of 152 fine-needle aspiration biopsies of supraclavicular lymph nodes". Archives of Pathology & Laboratory Medicine. 119 (8): 727–30. PMID 7646330. NAID&nbsp;10026546830.
- Negus, D; Edwards, J M; Kinmonth, J B (7 December 2005). "Filling of cervical and mediastinal nodes from the thoracic duct and the physiology of virchow's node—studies by lymphography". British Journal of Surgery. 57 (4): 267–271. PMID 5437920.
- Mizutani, Masaomi; Nawata, Shin-ichi; Hirai, Ichiro; Murakami, Gen; Kimura, Wataru (December 2005). "Anatomy and histology of Virchow's node". Anatomical Science International. 80 (4): 193–198. doi:10.1111/j.1447-073x.2005.00114.x. PMID 16333915. S2CID 40130186.